# László András (filozófus)
László András (Budapest, 1941. december 3. – Budapest, 2024. április 5.) vállaltan szélsőjobboldali ezoterikus magyar filozófus, teológus, buddhista pap (1978–1983), Hamvas Béla mellett a tradicionális létszemlélet legismertebb magyarországi képviselője, a hazai tradicionális iskola megalapítója és szellemi vezetője.

## Élete, szakmai pályafutása
Alsó középosztálybeli református polgári családban született, id. László András közgazdász tisztviselő és Baros(s) Paulina (a nemesi bellusi Baross család) egyedüli gyermekeként. Már egészen fiatalon, 7-8 évesen intenzív érdeklődéssel fordult a filozófia és a vallások felé, amely a későbbiekben még inkább fokozódott. Tizenéves korára már elhatározta, leendő szakmai pályáját filozófiai-teológiai irányában bontakoztatja ki. A világvallások közül a buddhizmus került hozzá a legközelebb, ezért miután létéről tudomást szerzett, 1959-ben felvette a kapcsolatot a Buddhista Misszióval, csatlakozott annak világi tagozatához, és közvetlenül az érettségi elvégzése után, 1960-ban a Kőrösi Csoma Sándor Buddhista Papi Szeminárium tanulója lett.
A szemináriumi tanulmányok mellett református teológiát is hallgatni kívánt. Felvételt nyert a Református Teológiai Akadémiára, tanulmányait azonban fel kellett függesztenie, ugyanis 1961. szeptember 19-én letartóztatták. Az eredeti vádat ("a népi demokratikus államrend ellen gyűlöletre izgatás") a későbbiekben jelentősen enyhítették, de négy hónap börtönbüntetést még így is le kellett töltenie.
Szabadulása után nehezen találta a helyét. Mintegy húsz munkahelyet próbált végig az Éttermi és Büfé Vállalattól az Aszfaltútépítő Vállalatig, a raktári segédmunkástól a kocsikísérőig. Tanulmányait csak a Buddhista Papi Szemináriumban tudta folytatni, mivel büntetett előélete miatt valamennyi felsőoktatási intézményből ki lett zárva. A szemináriumi tanulmányokat végül 1966-ban fejezte be, de az intézetben 1964-től megbízott előadóként már oktatott. 1970-ben közkegyelmi mentesítést kapott, így ismételten lehetősége nyílt rá, hogy megszakított teológiai tanulmányait folytathassa. Még ebben az évben visszatért Református Teológiai Akadémiára, ám az intézmény légköre nem nyerte el tetszését, ezért onnan egy év múlva átment a Katolikus Hittudományi Akadémiára, ahol 1971–1975 között volt hallgató. Továbbá kiegészítő stúdiumokként előadásokat hallgatott az Eötvös Loránd Tudományegyetem Bölcsészettudományi Karán is.
A felsőfokú tanulmányokkal párhuzamosan a Kőrösi Csoma Sándor Intézetben, későbbi nevén a Buddhológiai Intézetben már oktatóként adott elő. Itt doktorált 1975-ben, egyszerre szerezvén meg a dr. buddh. phil. és a dr. buddh. phil. h.c. fokozatokat. Német nyelvű disszertációjának (Licht des Alls im Menschenwesen) magyar nyelvű változata A mindenség fénye az emberben címen a intézet közleményeiben jelent meg belső használatra. A doktorálást követően, 1975–1983 között az intézet egyik vezető tanáraként összehasonlító vallásfilozófiát oktatott. Tanítványa volt ekkortájt többek közt Dobosy Antal, Takács László, Mireisz László, Pressing Lajos és Horváth József is. 1978-ban az Árya Maitreya Mandala első-második, majd 1979-ben harmadik fokozatú buddhista papjává szentelték. 1983-ban azonban, miután nézeteltérés támadt közte és az intézményvezető Hetényi Ernő közt, megszakította kapcsolatát a Buddhista Misszióval és kilépett az Ārya Maitreya Mandala Rend magyar szanghájából, rendi tagságát azonban megtartotta. Bár a hivatalos tanári állása ezáltal megszűnt, az oktatással nem hagyott fel; különböző magánlakásokon továbbra is előadásokat tartott egészen 1988-ig.
Midőn a politikai helyzet már lehetővé tette, előadásait a nyilvánosság számára is meghirdette. Az első ilyen előadássorozatot 1988-ban tartotta. Az előadások helyszíne eleinte a Fiatal Művészek Klubja volt, majd 1990-től vidéken (például Nyíregyházán és Debrecenben) is rendszeresen előadott. Egy ideig tanított az 1990-ben létrehozott Hagyomány és Transzcendencia Iskolájában is, majd 1991-ben létrehozta a Hyperion Szellemtudományi Akadémiát, továbbá megalapította a Pantholokatholikus Tradicionális Egyházat 1992-ben. Felállítását követően a Hyperion egyfajta tanulmányi központként működött, ahol például Mireisz László, Bakos József és Szántai Lajos is előadott. László András tervei szerint a Hyperion a pantholokatholikus egyház akadémiája lett volna, mindez azonban ebben a formában nem valósult meg.
Rövid ideig a politika irányába is kikacsintott. 1993-ban ideiglenes vezetője volt a tiszavirág életű Pannon Liga nevű ultrajobboldali pártnak.
Szintén a kilencvenes évek idején vette kezdetét publikációs tevékenysége is. Noha néhány írása már korábban is megjelent különféle lapokban (Út és Cél, Zománc, Mozaik, Kapu), valójában 1991 óta publikál rendszeresen. Tanulmányai, szakcikkei először a Radixban és az Őshagyományban, majd a tradicionális iskola orgánumaiban (Arkhé, Tradíció évkönyvek, Axis Polaris stb.) kerültek publikálásra. Első nyomtatásban megjelent önálló műve, a metafizikai-ontológiai témákkal foglalkozó Tradicionalitás és létszemlélet című munka 1995-ben lett kiadva. Második hivatalosan megjelent műve a Buji Ferenc által összegyűjtött Solum Ipsum című aforizmagyűjtemény 2000-ből. Ugyanebben az évben társszerzős könyve is kiadásra került, a Baranyi Tibor Imrével és Horváth Róberttel közösen jegyzett Kard, kereszt, korona. Tradicionális tanulmányok a magyarságról. Harmadik önálló kötete a már korábban megírt doktori disszertáció, A mindenség fénye az emberben című értekezés könyvbéli kiadása 2004-ből. Negyedik könyve a 2007-ben megjelent, Horváth Róbert által megszerkesztett Tradíció és Metafizika, az utolsó eddig kiadott műve pedig a A jobboldaliság alapelvei című tanulmánygyűjtemény 2013-ból.
László András bár saját magát inkább előadónak, semmint szakírónak tartja, publicisztikai életműve mindenképpen jelentős: az önálló és a társszerzős műveken túl több mint százharminc tanulmány jelent meg tollából. Számos kézirata még így is publikálatlan maradt mind a mai napig.[forrás?]

## Filozófiájának lényege
Amikor 1992. januárjában Dr. Dr. h.c. László András, a PantholoKatholikus Tradicionális Világegyház Legfőbb Feje világegyházat alapított, ez nem volt részéről improvizáció (rögtönzés). Rendelkezett akkora, annyi tárgyi tudással és rálátással, hogy mi a vallások lényege, kvintesszenciája, legyen szó akár a nagy világvallásokról (Kereszténység, Buddhizmus, Taoizmus, Iszlám), akár a természeti népek (Indiánok, ŐsMagyarok) vallásairól. Mi a közös bennük, és miként kell meghaladni őket? Mert valamikor elég volt egyetlen szent könyv ismerete, például egy időben a Biblián kívül más könyv nem is létezett, ma már könyvek százait, ezreit kell ismerni, ha valaki Beavatott kíván lenni. László András nemcsak a materialista filozófiát ismeri, hanem a természet- és anyagtudományokat, és azok konzekvenciáit is. Ezeket is meghaladta, amikor kijelentette, hogy az anyag nem protonokból, elektronokból és neutronokból áll, hanem az anyagot ezen elemi részecskékre lehet széthasítani. A világ nem "alulról", hanem "felülről" épül föl. Az életet és az értelmes életet, a tudatot nem az anyag mozgásformái hozták létre, hanem felülről született meg, a magasabbrendű hívta létre, mert alulról nem jön létre semmi. 
Egyik sarkalatos alapigazsága, hogy a "lét az tudati lét", "a lét és a tudat egybe esik". Ezt az állítását (csakúgy, mint a többit) be is tudja bizonyítani. Három példa rá: 1. Mi gyógyítja meg az embert: a gyógyszer, vagy az orvos szakértelme? 2. Ha az autóbuszon a lábunkra lépnek, mi a fontos, az, hogy mennyire fáj, vagy hogy "szándékos volt, vagy véletlen"? 3. Mi a gól: ha hálóban a labda, vagy az, amit a játékvezető megad? (Már maga a játék is, ami a labdából, kapuból, gólvonalból és a játékszabályokból áll, tudati konstrukció.) 
Legfontosabb diszciplinája az Asztrológia, amelyet előadássorozataiban Asztrozófiának (Astrosophia) nevez. Ezek az előadások elsősorban nem arról szólnak, hogy hogyan kell elkészíteni a horoszkópábrát, vagy hogyan kell kifejteni őket. Főleg arról, hogy milyen lélekkel, milyen mentalitással kell az Asztológiát művelni. Szerinte az (álló- és bolygó)csillagok sem nem determinálnak, sem nem hajlamosítanak, hanem "jeleznek". Azért tudnak jelezni, mert a Világegyetemben szinkronicitás van, ami azt jelenti, hogy az egy időben bekövetkező jelenségek között bensőséges kapcsolat van, ami – az értő szem számára – feltárható. 

## Hatása és a magyar tradicionális iskola
László András már a Buddhista Misszióban is meghatározó szellemi egyéniség volt.[forrás?] Enciklopédikus tudásával és inspiratív előadásaival több tanítványára nagy hatást gyakorolt. Nyilvános előadásainak, valamint szakírói munkásságának köszönhetően a tanítványok száma még tovább nőtt a nyolcvanas és a kilencvenes években. A körülötte kialakuló baráti-tanítványi körből jött létre tulajdonképpen a magyar tradicionális iskola. A tanítványok egy része szerzőként vagy fordítóként (többek közt Horváth Róbert, Baranyi Tibor Imre, Virág László, Buji Ferenc, Erdei Zoltán), másik része pedig kiadóként vagy támogatóként járult és járul hozzá a tradicionális létszemlélet kifejtéséhez, ismertebbé tételéhez (pl. Kvintesszencia Kiadó, Persica Kiadó, Arcticus Kiadó stb.).
Számos folyóiratnak és könyvnek, mely kiadványok szorosan a magyar tradicionális iskolához köthetőek, megjelenése az ő közvetett vagy közvetlen inspirációjára vezethető vissza. Többedmagával alapítója volt a Radix. Magyar Asztrológusok Fórumának (1990-1991), az Arkhénak (1994), főmunkatársa a Pannon Frontnak, alapítója a Kard-Kereszt-Korona-Szövetség nevű szervezetnek és annak folyóiratának, a Sacrum Imperiumnak (1997), a "Lux Mundi" – Spirituális Szövetségi Alapítványnak (2000), illetve az Északi Korona folyóiratnak (2003). Munkásságának elismeréseként és az iránta érzett tisztelet jeléül az iskola egy tanulmánykötetet jelentetett meg számára az Aktémosyné Kiadónál 2012-ben Láthatatlan rezgéseim tánca minden címen.

## Kritikák vele szemben
Személye és munkássága – elsősorban sajátos politikai nézetei miatt (önmagát következetesen ultrajobboldalinak és konzervatívnak vallja) – vitatott megítélésű.
Saját politikai nézetéről egy interjúban így vallott:
„Az én politikai álláspontom nem a gyűlöleten alapszik, hanem egy kemény rendre alapozott szemléleten. Én egy magasabb, hierarchikus rend szellemében gondolom el a dolgokat. És amennyire megértő vagyok akár emberi gyengeségekkel szemben, annyira nem vagyok engedékeny olyan elvi kérdésekben, hogyha valamit jól lehet csinálni, akkor azt miért kell rosszul csinálni.”
1992-es egyházalapítása miatt ugyancsak többször támadások kereszttüzébe került.

## Családja
Volt feleségétől, László Ruth pszichológustól 1978-tól külön élt. Házasságukból egy lánygyermek született.

## Barátsága Hamvas Bélával
László András Hamvas Bélával 1963-ban ismerkedett meg, s Hamvas haláláig szoros kapcsolatban maradtak. Bár Hamvas nem mestere, hanem inkább atyai jóbarátja volt Lászlónak, hatása így is jelentős, ugyanis László az ő tanácsára kezdett bele René Guénon és született munkásságának elmélyült tanulmányozásába, és így voltaképpen a tradicionalizmus megismerésébe. Ugyanakkor László András tradícióértelmezése a Hamvas Béla által képviselttől meglehetősen eltérő irányban bontakozott ki.
Hamvas mellett László baráti viszonyban volt még Weöres Sándorral, Pilinszky Jánossal és Füst Milánnal is.

## Művei
- Az asztrológiai metodika elmélete és gyakorlata. Bevezető tanulmányok. Kézirat, Buddhista Misszió, 1963
- A mindenség fénye az emberben; Buddhista Misszió, 1975; Sophia Perennis, 2004 (Libri traditionis Perennis)
- Genesis/Sursum vivere. Kézirat, 1992–1994 (Buji Ferenc által összeállított interjúkötet)
- Tradicionalitás és létszemlélet; Kötet, Nyíregyháza, 1995; Persica, Bp., 2014
- Solum Ipsum. Metafizikai aforizmák; Kötet, Nyíregyháza, 2000
- Kard, kereszt, korona. Tradicionális tanulmányok a magyarságról; Lux Mundi, Debrecen, 2000 (Baranyi Tibor Imre és Horváth Róbert társszerzőkkel)
- Hungarizmus és intellektus. Válogatott tanulmányok; tan. László András, Horváth Róbert, Kórleónisz Miklós; Nemzetek Európája, Budapest, 2001 (Nefelejcs kiskönyvtár)
- A mindenség fénye az emberben. "Anthrōpokosmos gnōiētikos"; Sophia Perennis, Érpatak, 2004 (Libri traditionis Perennis)
- Tradíció és metafizika. Kérdések és válaszok; összeáll., bev. Horváth Róbert; Kvintesszencia, Debrecen, 2007
- A jobboldaliság alapelvei; Kvintesszencia, Debrecen, 2013